# Casanova d'en Pasqual
La Casanova d'en Pasqual és un edifici del municipi de Santa Eugènia de Berga (Osona) que forma part de l'Inventari del Patrimoni Arquitectònic de Catalunya. Aquesta masia també anomenada la Noguera la trobem registrada en el nomenclàtor de la província de Barcelona de l'any 1860 i consta amb el nom de Casanova d'en Pasqual com a "masia casa de labranza".

## Descripció
És una masia de planta quadrada coberta a quatre vessants amb el carener perpendicular a la façana situada a migdia. Consta de planta baixa, pis i golfes. La façana és perfectament simètrica amb un portal rectangular i una finestra a banda i banda. Al primer pis hi ha un balcó central i baranes de ferro, a cada costat finestres amb ampit i una finestra a les golfes. En aquest sector els caps de biga sota el voladís són de portland. A llevant dues finestres noves a la planta i algunes de més antigues amb llinda de fusta. En aquest sector els caps de biga són de fusta. A la part de llevant s'hi conserva un bonic pou. A l'angle sud-est de la casa hi ha una plaça de ceràmica. Conserva força bé la tipologia primitiva.